# Бойяи, Фаркаш
Фа́ркаш Бо́йяи (венг. Bolyai Farkas; 1775—1856) — венгерский математик и поэт (в русских источниках встречается множество вариантов написания его фамилии: Больяи, Больяй, Бойаи, Бояи, Бояй и даже Болье). Свои статьи на немецком подписывал «Вольфганг Бойяи» (Wolfgang Bolyai). Отец Яноша Бойяи.

## Биография
Фаркаш Бойяи родился 9 февраля 1775 года в Бойе (ныне Буйя, жудец Сибиу, Трансильвания, Румыния). В возрасте 12 лет оставил кальвинистскую школу и был назначен наставником 8-летнего сына графа Кемени. Оба мальчика были отправлены в реформатский (кальвинистский) коллегиум в Коложваре.

Памятник Фаркашу и Яношу Бойяи

Учился в Великобритании и потом в Геттингенском университете, где он близко познакомился с Карлом Фридрихом Гауссом. 
В молодости он пробовал свои силы на поэтическом поприще. Им написаны пять драм, из которых более известны «Павзаний» и «Симон Кемени». Кроме того, он перевел «Опыт о человеке» Попа и другие стихотворения. Позже, однако, Бойяи посвятил себя исключительно научным занятиям. 
По возвращении в Трансильванию в 1802 году Фаркаш Бойяи был назначен профессором математики, физики и химии при реформатской коллегии в Марош-Вашаргели. 
Фаркаш Бойяи умер 20 ноября 1856 года в городе Тыргу-Муреш.
Согласно ЭСБЕ: «Главное его сочинение, «Tentamen juventutem studiosam in elementa matheseos methodo intuitiva introducendi» (2 т., 1832—33), заключает в себе развитие независимой от XI аксиомы Евклида теории параллельных линий. Прибавление («Appendix») к этому сочинению написано его сыном Иоанном Б.».